# Trnava (region)
Trnava (slovakisk Trnavský kraj) er en af Slovakiets otte administrative regioner, beliggende i landets vestlige del. Regionen har et areal på 4.174 km² og en befolkning på 554.172 indbyggere (2005). Regionens hovedby er Trnava og består af syv distrikter (okresy).

## Eksterne links
- Officielle hjemmeside (slovakisk)

- Wikimedia Commons har flere filer relateret til Trnava (region)

48°22′39″N 17°35′18″Ø / 48.3775°N 17.5883°Ø